# У Гуаду Гранде
У Гуаду Гранде (фр. U Guadu Grande корс. U Guadu Grande) — річка Корсики (Франція). Довжина 9,4 км, витік розташований на висоті 1 227  метрів над рівнем моря на схилах гори Монте Стелло (Monte Stello) (1307 м). Впадає в Середземне море.
Протікає через комуни: Брандо, Канарі, Сіско, Олькані, Нонца, Ольястро і тече територією департаменту Верхня Корсика та кантонами: Сагро-ді-Санта-Джулія (Sagro-di-Santa-Giulia).